# Flórián Urbán
Flórián Urbán (né le 29 juillet 1968) est un joueur de football hongrois, qui évoluait au poste de défenseur.

## Carrière

### Seniors
- 1990–1991 : Volán FC : 27 (2)
- 1991–1992 : Győri ETO FC : 26 (6)
- 1992–1993 : KSV Waregem : 42 (9)
- 1994–1995 : FC Malines : 39 (14)
- 1995 : Újpest FC : 9 (0)
- 1996 : KSV Waregem : 13 (4)
- 1996 : Győri ETO FC : 14 (6)
- 1997 : Germinal Ekeren : 28 (1)
- 1997 : RSC Anderlecht : 2 (0)
- 1998–1999 : Eendracht Alost : 30 (3)
- 1999 : Újpest FC : 15 (2)
- 2000 : Spartak Subotica : 0 (0)
- 2000 : Szegedi LC : 11 (0)
- 2000 : Dunakeszi VSE : 10 (2)
- 2000–2001 : Újpest FC : 34 (15)
- 2001–2003 : Zalaegerszegi TE : 56 (4)
- 2003–2004 : Újpest FC : 4 (0)

Total : 360 (68)